# Oberschweinbach
Oberschweinbach is een plaats in de Duitse deelstaat Beieren, en maakt deel uit van het Landkreis Fürstenfeldbruck.
Oberschweinbach telt 1.709 inwoners.
Adelshofen ·
Alling ·
Althegnenberg ·
Egenhofen ·
Eichenau ·
Emmering ·
Fürstenfeldbruck ·
Germering ·
Grafrath ·
Gröbenzell ·
Hattenhofen ·
Jesenwang ·
Kottgeisering ·
Landsberied ·
Maisach ·
Mammendorf ·
Mittelstetten ·
Moorenweis ·
Oberschweinbach ·
Olching ·
Puchheim ·
Schöngeising ·
Türkenfeld